# سوغانتشي رود
سوغانتشي رود (بالفارسية: سوغانچی‌رود) هي مستوطنة تقع في قسم ورقه الريفي في إيران.